# Monument de l'Indépendance (Lomé)

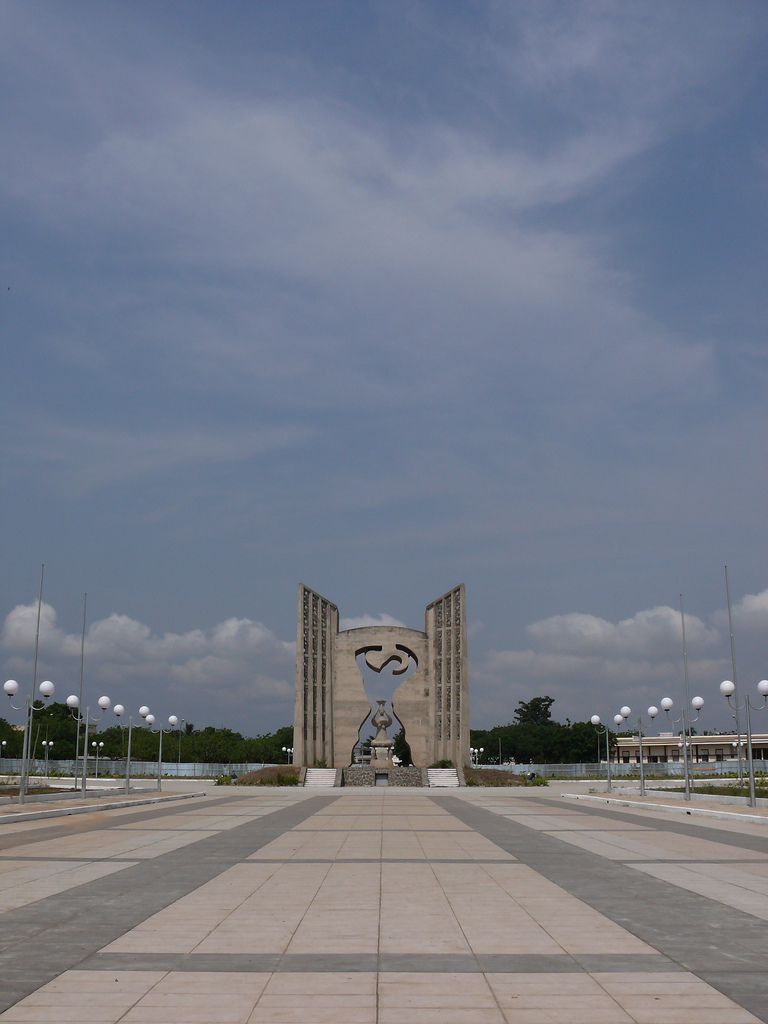
Monument de l'Indépendance en 2010.

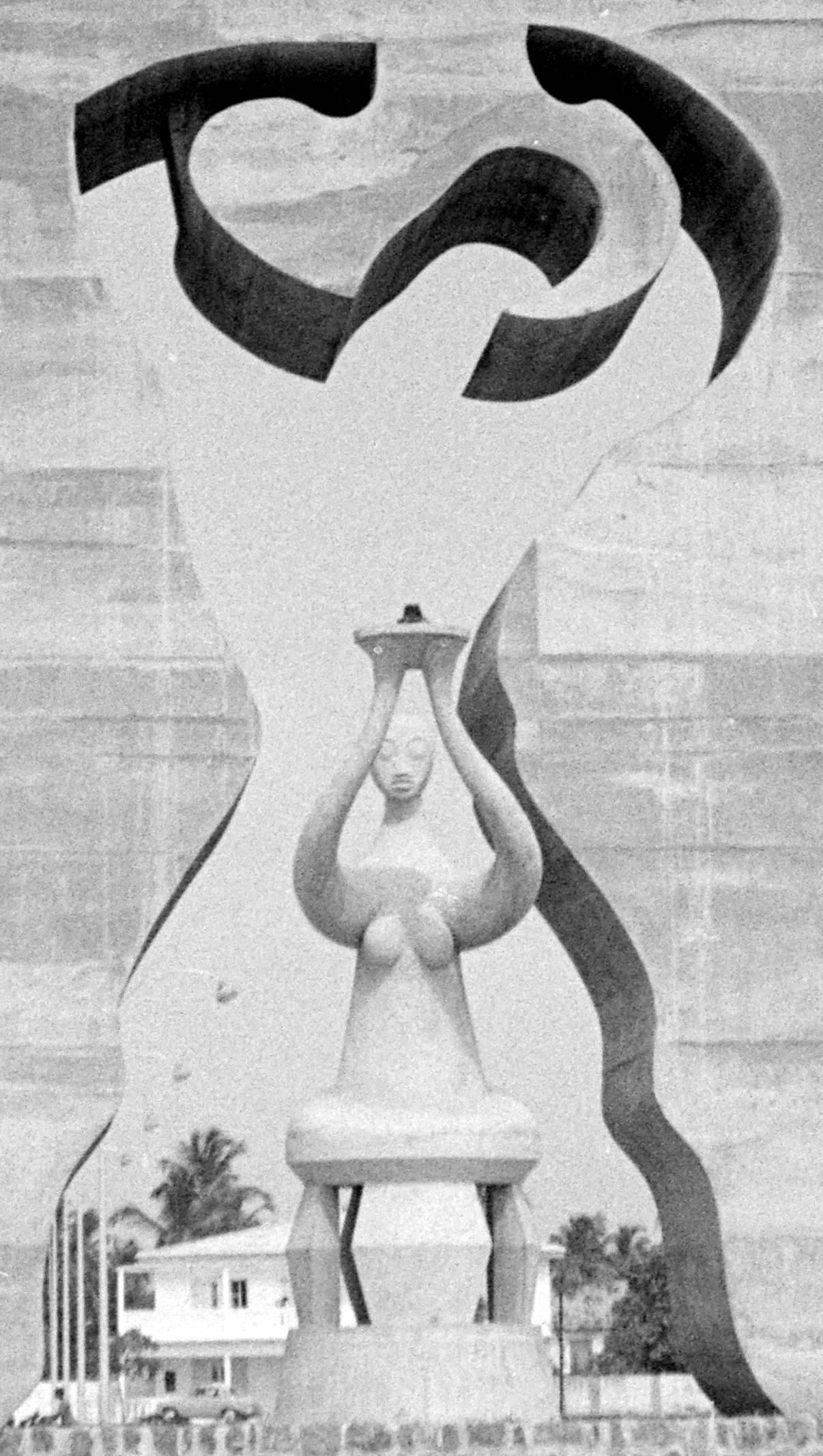
Intérieur du Monument de l'Indépendance, Lomé, 1962.

Le Monument de l'Indépendance fut construit en hommage à l'indépendance du Togo vis-à-vis de la France le 27 avril 1960.
Sa structure est composée d'une silhouette humaine sculptée en vide (sur l'intérieur) et entourée de promenades, de palmiers, de pelouses entretenues, de fontaines et d'une clôture en fer noir doré.